# واتهنا (کانزاس)
واتهنا (به انگلیسی: Wathena) شهری در ایالت کانزاس کشور ایالات متحده آمریکا است که جمعیت آن در سرشماری سال ۲۰۱۰ میلادی، ۱٬۳۶۴ نفر بوده‌است.